# Diplazon insulcatus
Diplazon insulcatus là một loài tò vò trong họ Ichneumonidae.